# Microregione di Araçuaí
Araçuaí è una microregione del Minas Gerais in Brasile, appartenente alla mesoregione di Jequitinhonha.

## Comuni
È suddivisa in 8 comuni:
- Araçuaí
- Caraí
- Coronel Murta
- Itinga
- Novo Cruzeiro
- Padre Paraíso
- Ponto dos Volantes
- Virgem da Lapa